# Otto Mainzer
Otto Mainzer (* 26. November 1903 in Frankfurt am Main; † 28. Juni 1995 in New York) war ein deutsch-amerikanischer Schriftsteller, der sich für eine unkonventionelle, von ihm beschriebene Spielart der freien Liebe einsetzte.

## Leben
Mainzer absolvierte ein Studium der Rechtswissenschaft und wurde 1928 in Frankfurt/Main zum Dr. jur. promoviert. Danach war er als Anwalt am Berliner Kammergericht tätig. Nach der Machtergreifung wurde ihm 1933 wegen seiner jüdischen Herkunft die Anwaltszulassung entzogen und ein Publikationsverbot auferlegt. Mainzer emigrierte nach Paris und machte dort die Bekanntschaft von André Gide, Heinrich Mann, Arnold Zweig und Erwin Piscator, die ihn auch finanziell unterstützten. In der Zeit des Pariser Exils wurde Mainzer mit den Schriften des nach Norwegen emigrierten Psychoanalytikers Wilhelm Reich bekannt. Unter dem Einfluss von Reichs Ideen zur Sexualökonomie entstanden die Manuskripte zu Mainzers Hauptwerken Die sexuelle Zwangswirtschaft und Prometheus. Eine Veröffentlichung kam nicht zustande, obwohl sich prominente Schriftsteller wie Thomas Mann und Lion Feuchtwanger hierfür einsetzten.
1941 ging Mainzer in die USA, wo er seine Lebensgefährtin Ilse Wunsch kennenlernte. Das Paar lebte 25 Jahre „unverheiratet, in zwei verschiedenen Wohnungen, aber in einem innigen Liebesverhältnis“, ließen sich dann aber 1966 „aus politischen Gründen … die ehelichen Papiere geben.“ Dabei ging es Otto Mainzer auch um eine Nachlassregelung für das Vermögen aus seiner Tätigkeit als Börsenmakler. Nach seinem Tod 1995 errichtete seine Ehefrau Ilse Wunsch-Mainzer in New York eine Stiftung, die seit 2000 den Otto-Mainzer-Preis für die Wissenschaft von der Liebe vergibt. Der Preis ist derzeit mit 2500 Euro dotiert.

## Werk
Mainzers Hauptwerke, die wegen der Zeitverhältnisse um 1939 nicht mehr zum Druck kamen, fanden auch nach 1945 und sogar zur Zeit des Aufbruchs in sexualibus 1968 keinen Verleger. Dabei hatten sie auch Zuspruch von dem damals sehr populären Wilhelm Reich erfahren. Erst Anfang der 1980er Jahre gelang es dem Publizisten Hans Christian Meiser, einen Verlag für Die sexuelle Zwangswirtschaft zu vermitteln. Das Buch wurde durch eine Rezension von Hans Krieger in Die Zeit einem größeren Publikum vorgestellt.

## Schriften
- Gleichheit vor dem Gesetz, Gerechtigkeit und Recht. Dissertation, Frankfurt 1929.

als Nachdruck: Keip Verlag, Goldbach 1996.
- Die sexuelle Zwangswirtschaft. Ein erotisches Manifest. (1937) Parabel-Verlag, München 1981, ISBN 3-7898-0962-4.
- Der zärtliche Vorstoß. In 66 Gedichten. Kirchheim Verlag, München 1986, ISBN 3-87410-017-0. (Nachdruck der Exil-Ausgabe Paris 1939)
- Prometheus (Roman, 1939) Stroemfeld / Roter Stern, Frankfurt am Main und Basel 1989, ISBN 3-87877-325-0.
- „Auf die höchsten Sterne will ich zielen.“ Stroemfeld / Roter Stern, Frankfurt am Main (angekündigt für Dezember 2012), ISBN 3-87877-828-7.

## Otto Mainzer Preis
Vollständiger Name: Internationaler Otto Mainzer Preis für die Wissenschaft von der Liebe

Bisherige Preisträger:
- 2000: Michael Lukas Moeller
- 2002: Jürg Willi[4]
- 2004: Hans Kruppa
- 2005: Chao-Hsiu Chen
- 2006: Karl Dietrich Wolff
- 2007: Doris Kern
- 2008: Christina Kessler
- 2009: Hans Kreis
- 2011: Uwe Woitzig
- 2013: Hermann Teusch
- 2015: Hermann Meyer
- 2016: Daniela Otto
- 2018: Friederike Kuster